# Killegray
Killegray, en gaélique écossais Ceileagraigh, est une île du Royaume-Uni située en Écosse.